# Onthophagus violaceoviridis
Onthophagus violaceoviridis là một loài bọ cánh cứng trong họ Bọ hung (Scarabaeidae).